# Sangueaudiência
Sangueaudiência é o álbum de estréia e único álbum da banda Furto, lançado pela Sony BMG e produzido por Chico Neves, Marcelo Yuka e Maurício Pacheco. Seu primeiro single é a música "Não se Preocupe Comigo", autoria de Marcelo Yuka, é a música de maior destaque do álbum. Seu índice de vendas foi baixo, devido às suas letras extremamente politizadas.

## Faixas
1. "Terrorismo Cultural"
2. "Ego City"
3. "Amém Calibre 12"
4. "Mental Combate"
5. "Todos Debaixo do Mesmo Sombrero" (com Manu Chao)
6. "Flores nas Encostas do Cimento"
7. "Cidades"
8. "Gente de Lá" (com B Negão)
9. "Coisas Tão Simples"
10. "Paradoxo"
11. "Caio Pra Dentro de Mim"
12. "Sombra Líquida"
13. "Desterro" (com Marisa Monte)
14. "Não se Preocupe Comigo"
15. "Verbos à Flor da Pele"

## Integrantes
- Marcelo Yuka - Vocal, Samplers, Percussão eletrônica, Baixo sintetizado e Programação de bateria
- Maurício Pacheco - Guitarra, Vocal e teclados
- Jam da Silva  - Percussão e Bateria
- Garnizé -  Percussão